# Hyannis, Massachusetts
Hyannis är den största av sju byar i Barnstable, Massachusetts. Platsen är också centrum för handel och transport vid Cape Cod och började räknas som storstadsområde vid 1990 års folkräkning. Därför kallar många Hyannis för "Uddens huvudstad". Här finns bland annat två viktiga shoppingdistrikt, historiska Main Street och Route 132-affärsdistrikten, inklusive Cape Cod Mall och Cape Cod Potato Chips.
Familjen Kennedy, John F. Kennedys familj och släkt, äger tre hus utanför Hyannis.

### Fotnoter
1. ↑  City of Barnstable (1997) Comprehensive Plan, Section 4.0 - Community Facilities and Services, läst 17 april 2007 ”Arkiverade kopian”. Arkiverad från originalet den 15 juni 2007. https://web.archive.org/web/20070615152924/http://town.barnstable.ma.us/GrowthManagement/ComprehensivePlanning/LCP/Draft1997/SEC-4F.pdf. Läst 17 april 2007.
2. ↑  Department of Commerce, Bureau of the Census, Federal Register (May 1, 2002) Volume 67, Number 84, Page 21964, from the Federal Register Online via GPO Access, wais.access.gpo.gov, DOCID:fr01my02-148, läst 29 maj 2007